# Ковила гірська
Ковила́ гірська́ (Stipa oreades) — рідкісна багаторічна рослина родини тонконогових. Вид занесений до Червоної книги України у статусі «Недостатньо відомий». Перспективна декоративна і протиерозійна культура.

## Опис
Трав'яниста рослина заввишки до 1 м, гемікриптофіт, злак, що утворює не надто щільні дернини. Стебла з дрібним запушенням під вузлами та густим щетинистим запушенням під суцвіттям (волоски завдовжки 0,2-0,5 мм). Стеблові листки 8-18 см завдовжки, 1,5-4,1 мм завширшки, при переході до голих піхов з кільцем волосків; язички яйцеподібні, завдовжки 4-7 мм. Неплідні гони сизуваті, дорівнюють стеблу. Листкові пластинки знизу голі та гладенькі, зверху дрібно-щетинисті.
Суцвіття — волоть, що складається з 6-11 одноквіткових колосків. Її вісь 9-16 см завдовжки, запушена щетинкоподібними волосками, на нижньому вузлі з пензликом волосків до 1,5 мм завдовжки. Колоскові луски до 6,5-9 см завдовжки. Нижня квіткова луска 21-25,5 мм завдовжки, крайові смужки волосків доходять до основи остюка, де переходять у короткий однобічний вінець. Дорзальні смужки однакові, не доходять до середини луски. Остюк у нижній закрученій частині голий, трохи шорсткий, у верхній — пірчастий, гола частина остюка жовтувата.

## Екологія та поширення
Рослина світлолюбна і посухостійка, віддає перевагу карбонатним, погано розвинутим ґрунтам. Зростає у гірських степах на висоті до 1000 м над рівнем моря. Входить до складу петрофітних типчаково-ковилових угруповань, за сприятливих умов утворює ділянки із суцільним покриттям. Розмножується насінням.
Вузький ендемік Північного Причорномор'я, розповсюджений в Криму і на Північному Кавказі. В Криму популяції цього виду трапляються на схилах північної та центральної частини Головного пасма Кримських гір.

## Значення і статус виду
Вид доволі стійкий до поїдання худобою, але на чисельність ковили гірської негативно впливає надмірне випасання, весняні пали, заліснення, порушення ґрунту.
У зв'язку з невисокою чисельністю господарського значення не має, але в дикому середовищі ця рослина приносить користь, запобігаючи руйнації ґрунтів, особливо малопотужних, на яких вона найчастіше зростає. Ковила гірська є близькою родичкою ковили найкрасивішої і, так само як і споріднений вид, відрізняється високими декоративними якостями, отже може застосовуватися в озелененні.

## Систематика
Єдиної думки стосовно статусу цього таксона не існує: різні дослідники розглядають його або як самостійний вид, або як підвид ковили найкрасивішої. Синонімом ковили гірської вважається Stipa pulcherrima K.Koch, включно зі Stipa glabrinoda Klokov і Stipa oreades Klokov var. glabrinoda (Klokov) Dubovik.